# Пам'ятник Сухе-Батору (Улан-Батор)
Пам'ятник Сухе-Батору — пам'ятник діячеві монгольської народної революції Сухе-Батор Дамдін, що розташовується на площі Сухе-Батора в центрі Улан-Батора. Перший національний пам'ятник Монгольської народної республіки.

## Історія створення
Перший пам'ятник Д. Сухе-Батора в Монголії був створений радянським художником К. І. Померанцевим та встановлено на центральній площі Улан-Батора, також отримала ім'я Сухе-Батора. Місцем для статуї було вибрано те, на якому, відповідно до спогадів, Сухе-Батор виголосив промову відразу після заняття МНА Урги в 1921. Являв собою субурганообразну стелу з барельєфами, що зображують сцени його життя.
Автор проекту нової статуї Сономин Чоймбол, що навчався в московській майстерні С. Д. Меркулова, привіз в МНР сім ескізів статуї. Остаточний варіант затвердив Політбюро ЦК МНРП. Чоймбол очолив скульпторскую групу, в яку крім нього увійшли також М. Жамба, А. Давацерен і Д. Дамдіма.
Створення статуї зіткнулося з рядом технологічних складнощів; так, для виробництва зцементованою граніт ної крихти, з якої вирішено було робити статую, в Улан-Баторі не було підходящої каменедробарки, і тому брукову крихту довелося возити за 70 км з боку Дархан а. Інший серйозною проблемою було те, що для статуї такого масштабу в столиці не було достатньо місткої майстерні, гіпсу і т. д.
Монумент встановили до надому 8 червня 1946 рік а, в 25-ту річницю Народної революції. Старий пам'ятник роботи Померанцева був переміщений до Військового музею. За створення пам'ятника С. Чоймбол був удостоєний ордена Полярної зірки.
У 2010—2011 проведена реконструкція пам'ятника, в процесі якої сам пам'ятник, спочатку зроблений зі штучного граніту, а також стела з цитатою на його мовы і барельєфи по двох сторонах постаменту були під контролем групи монгольських скульпторів відлиті з бронзи в Пекіні, а те, що знаходиться навколо пам'ятника снігові леви були вирізані з природного каменю.

## Опис
Статуя залишає в спогадах момент звернення Сухе-Батора з промовою до Арата Урги. Сухе-Батор в одязі головнокомандуючого сидить на коні; права рука піднята. У масивного постаменту знаходяться снігові леви (монг. цаст арслан) — данина буддійському мистецтву, де подібні леви, як правило, підтримують престоли будд і чакравартіном, символізуючи собою захист від шкоди з усіх сторін світу. На постаменті знаходяться барельєфи революційних боїв і вигравірувана по-старомонгольски фраза з промови Сухе-Батора:
 Якщо наш народ зіллє воєдино свої думки, об'єднає всі сили і піде до однієї мети, то не буде нічого недосяжного, що не буде того, чого б він не пізнав і не здійснив!Оригінальний текст (монг.)
Бидний улс эв саналыг нэгтвгэн нийт нэгэн хүчийг нийлүүлэн нэгэн зэргээр зоригловол хөдөлбөр үл хүрэх газаргүй бөгөөд мэдэхгүй ба чадахгүй гэх явдал огт үгүй байна.